# BSB-nummer
Een BSB-nummer (Engels: Bank State Branch Number, vaak afgekort tot BSB) is een identificatiecode van 6 cijfers waarmee een vestiging van een Australische bank aangeduid wordt. Het nummer wordt samengesteld uit drie delen: het eerste deel duidt de bank aan (Bank), het tweede deel van staat van Australië (State) en het derde deel de vestiging (Branch). BSB-nummers worden beheerd door Australian Payments Clearing Association (APCA).
Een BSB-nummer is vergelijkbaar met een Bankleitzahl dat in Duitsland en Oostenrijk wordt gebruikt.